# Saint-Christ-Briost
Saint-Christ-Briost è un comune francese di 469 abitanti situato nel dipartimento della Somme nella regione dell'Alta Francia.

## Società

### Evoluzione demografica
Abitanti censiti